# Pan-Amerikanische Beachhandball-Meisterschaften 2014
Die Pan-Amerikanischen Beachhandball-Meisterschaften 2014 (spanisch Campeonato Panamericano de Balonmano Playa 2014 beziehungsweise portugiesisch Pan Americanos de Beach Handball 2014) waren die sechste Austragung der kontinentalen Meisterschaft der Amerikas im Beachhandball. Sie wurde vom 19. bis 22. Dezember des Jahres von der Pan-American Team Handball Federation (PATHF) veranstaltet und fand im Resort Yachting Club in Asunción, Paraguay statt.
Im Vergleich zu den vorherigen Wettbewerben wurde der Termin 2014 vom Frühjahr des Jahres in den Dezember verschoben. Am Start waren fünf Nationen mit Mannschaften jeweils bei Frauen und Männern. Wie bei den drei vorherigen Turnieren erreichten Brasilien und Uruguay beide Finale, bei den Männern gewann Brasilien den sechsten Titel in Folge, bei den Frauen den dritten. Auch die kleinen Finale wurden jeweils von Argentinien gegen Paraguay gewonnen. Die drei Medaillengewinner qualifizierten sich damit jeweils für die Weltmeisterschaften 2014. Mexiko als jeweils fünftplatzierte Mannschaft gab sein Debüt bei einer internationalen Meisterschaft und war die einzige Mannschaft aus Nordamerika. Dafür waren bei den Frauen die Mannschaft der USA sowie bei den Männern Ecuador und Venezuela im Vergleich zum letzten Mal nicht dabei. Kolumbien wäre gerne das erste Mal angetreten, hatte jedoch nicht die finanziellen Mittel, seine Mannschaften zu entsenden. Ein Aufruf um Spenden hatte nicht den benötigten Erfolg. Vertreter Mittelamerikas und der Karibischen Inseln waren nicht am Start.
| Frauen Details | Asunción, Paraguay | Brasilien | 2:0 | Uruguay | Argentinien | 2:0 | Paraguay |
| Männer Details | Asunción, Paraguay | Brasilien | 2:0 | Uruguay | Argentinien | 2:0 | Paraguay |

## Platzierungen der Mannschaften
| Nation         | Frauen | Männer |
| -------------- | ------ | ------ |
| Argentinien    | 3      | 3      |
| Brasilien      | 1      | 1      |
| Mexiko         | 5      | 5      |
| Paraguay       | 4      | 4      |
| Uruguay        | 2      | 2      |
| Teilnehmerzahl | 5      | 5      |

| Legende | Legende | Legende | Legende              |
| ------- | ------- | ------- | -------------------- |
| 1       | 2       | 3       | Podest-Platzierungen |
| 4       | 4       | 4       | Halbfinalist         |